# Henessenmühle

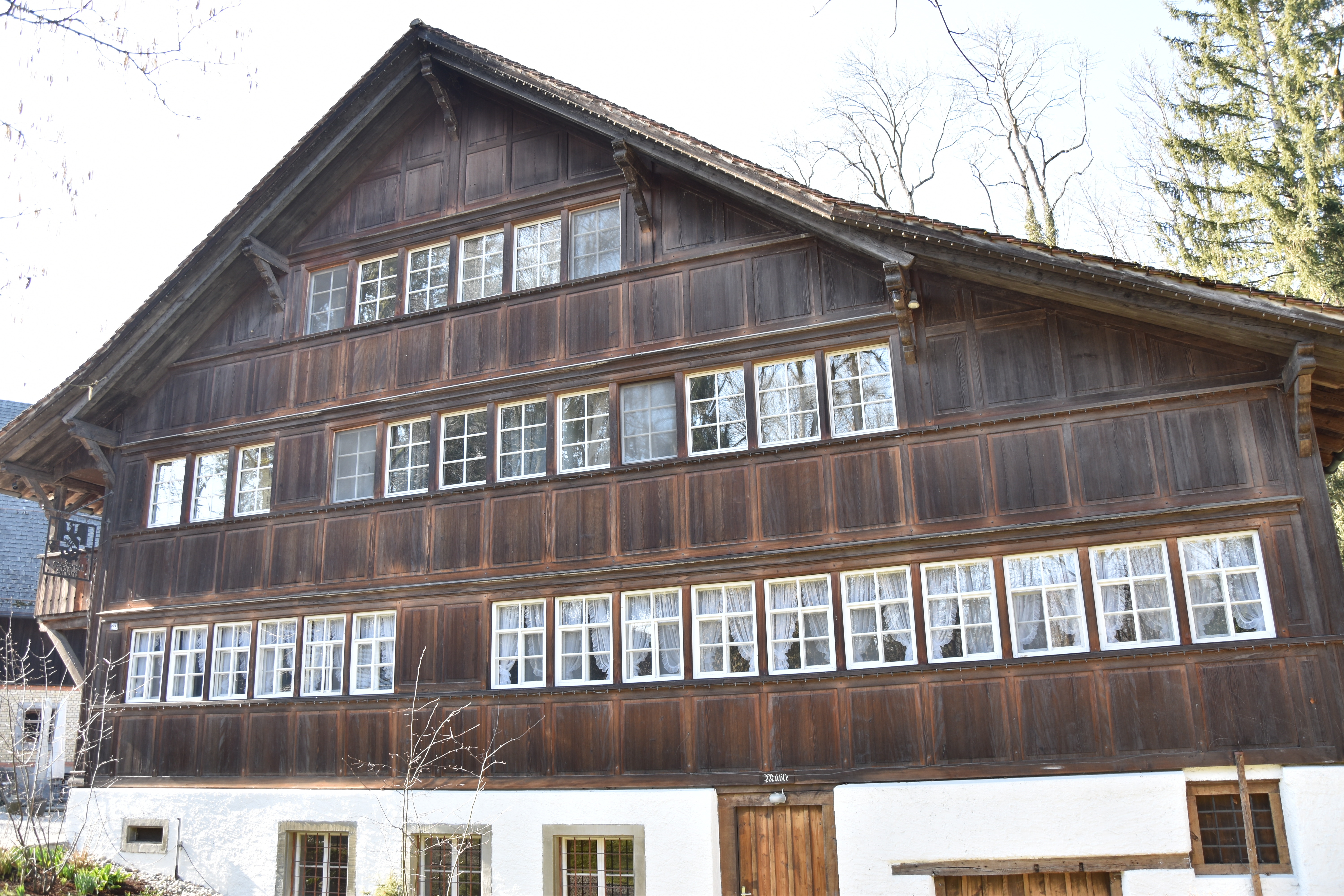
Der Hauptbau in der Henessenmühle in Gossau SG. Aufnahme aus dem Jahr 2023.

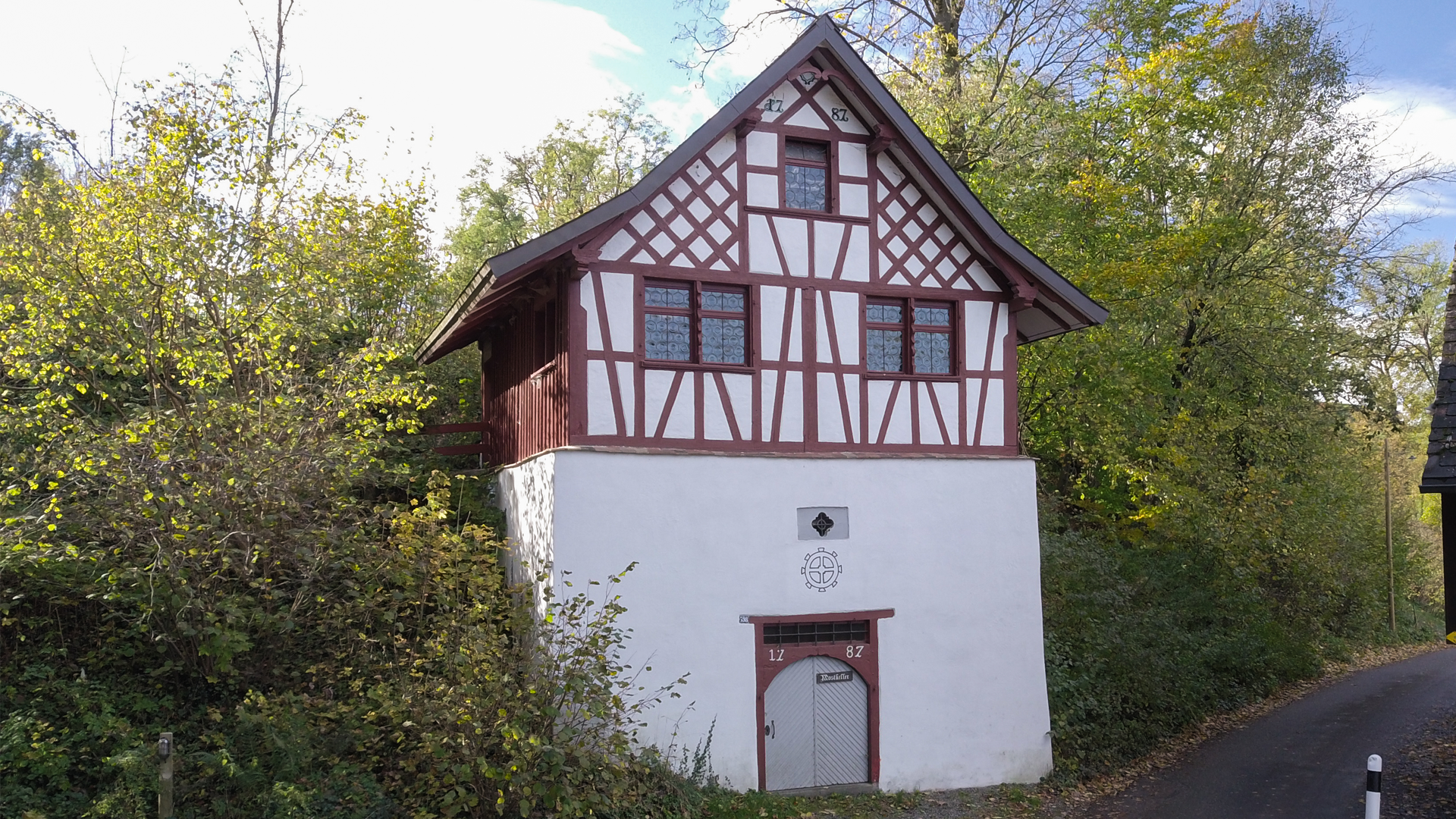
Das Kellergebäude.

Die Henessenmühle in Gossau SG ist ein ländliches Gebäudeensemble mit Mühle, Sägerei, Bäckerei, Gastwirtschaft, Stall und Mosterei. Bereits im 14. Jahrhundert dürfte an diesem Flecken, an der heutigen Grenze zur Gemeinde Niederbüren, eine Mühle gestanden haben. Erstmals urkundlich erwähnt wird die Henessenmühle 1492 im Zusammenhang mit einer «Generalbelehnung».

## Der Hauptbau
Um 1650 wurden das Hauptgebäude und die Getreidemühle erstellt. Historische Quellen erwähnen in den Jahren 1774 und 1778 Josef Anton Schildknecht als Eigentümer des Gasthauses. Weiter berichten sie davon, dass 1797 Jakob Andreas Schildknecht den noch heute bestehenden Backofen erstellen liess. Im klassizistischen Kranz finden sich Mühlrad und Brezel als Zeichen für Müller- und Bäckergewerbe, ausserdem die Initialen M[eister], I[akob], A[ndreas] und (ligiert) SHK, das für «Schildknecht» steht, sowie die Jahrzahl 1797.
Das Hauptgebäude präsentiert sich als zur Zufahrtstrasse giebelständiger Blockbau mit vertäferter Fassade und Fensterwagen. Es steht auf einem hohen gemauerten Sockel. Der Eingang auf der Traufseite weist eine doppelläufige Freitreppe auf. Darüber befindet sich eine offene Laube.
Im Februar 1985 brannte das Hauptgebäude während umfangreicher Renovationsarbeiten teils bis auf die Grundmauern ab. Von der Ausstattung des Gasthauses blieb nur wenig erhalten. Das Gebäude mit seiner zur Durchfahrt abgewinkelten Giebelfront und den sechzehn Fensterachsen ist umgehend möglichst originalgetreu wieder rekonstruiert worden. Dabei wurden die spärlichen Reste noch vorhandener Substanz wiederverwertet. Zudem wurde die Getreidemühle im Keller restauriert. Sie wird heute elektrisch betrieben.

## Kellergebäude
Das Kellergebäude (angeschrieben mit «Mosterei») wurde gemäss der Sturzdatierung 1787 erstellt. Obwohl es sich um ein Nebengebäude und einen Zweckbau handelt, ist es auffallend schmuck gestaltet. Das Alter und seine unverfälscht erhaltene Erscheinungsform, als Fachwerkgebäude über einem hohen Mauersockel, machen es zu einem der kostbarsten Stücke im Ensemble. Im Sturz finden sich neben der Datierung auch die Initialen M[eister] I[akob] A[ndreas] SHK (Schildknecht), ein Mühlrad-Piktogramm sowie die Initialen F[?] A[?] B[aecker] W[irt]. Ausserdem ist das Dreikönigs-Segenszeichen zu sehen: C[aspar] M[elchior] B[althasar]. Über dem Sturz ziert ein neueres Mühlrad die massive Mauer, darüber befinden sich ein Oberlicht und das Wappen der Familie Fürer, die im 19. Jahrhundert im Besitz der Liegenschaft gewesen ist. In der Giebelplatte wurde nochmals die Datierung 1787 angebracht.
Die alte Sägerei wurde in den 1970er-Jahren restauriert und kann seither wieder mit Wasserkraft betrieben werden.